# Albite
L'albite o feldspato di sodio è un minerale molto comune della classe dei minerali "silicati e germanati"; la sua composizione chimica idealizzata Na[AlSi3O8], cioè è un silicato di sodio-alluminio. Strutturalmente, appartiene ai tectosilicati.
L'albite appartiene inoltre al gruppo del feldspato e costituisce il membro terminale ricco di sodio del sistema ortoclasio (K[AlSi3O8]) – albite – anortite (Ca[Al2Si2O8]) nel gruppo del plagioclasio con i legami intermedi oligoclasio, andesina, labradorite e bytownite. A causa della formazione di cristalli misti, la formula per il feldspato plagioclasio ricco di sodio è generalmente data anche come (Na,Ca)[(Si,Al)4O8]. Poiché i cristalli misti non possono essere distinti macroscopicamente, sono stati arbitrariamente divisi in base all'aumento del contenuto di anortite, per cui l'albite può essere designata come tale se contiene un massimo del 10 % di anortite.

## Etimologia e storia
L'albite fu descritta scientificamente per la prima volta nel 1815 da Johan Gottlieb Gahn e Jöns Jacob Berzelius, che chiamarono il minerale dalla parola latina albus per "bianco" a causa del suo colore prevalentemente bianco.
La cava di quarzo e pegmatite "Finnbo" vicino a Falun, nella provincia svedese della contea di Dalarna, è considerata la località tipo dell'albite.

## Classificazione
Già nell'obsoleta, ma variamente ancora utilizzata, 8ª edizione della sistematica dei minerali secondo Strunz, l'albite apparteneva alla classe dei minerali dei "silicati e germanati" e lì al dipartimento generale dei "tectosilicati", dove era classificata come membro del sottogruppo del "plagioclasio" con il sistema nº VIII/J.07 all'interno del gruppo dei feldspati.
La 9ª edizione della Sistematica dei minerali di Strunz, valida dal 2001 e utilizzata dall'Associazione Mineralogica Internazionale (IMA), classifica l'albite nella sezione già più finemente suddivisa dei "tettosilicati senza H2O zeolitica". Questa è ulteriormente suddivisa in base all'eventuale presenza di anioni aggiuntivi, in modo che il minerale possa essere trovato nella suddivisione "Tettosilicati senza anioni aggiuntivi non tetraedrici" in base alla sua composizione, dove, insieme ad anortite, andesina, bytownite, labradorite e oligoclasio, forma il sottogruppo del "plagioclasio" con il sistema nº 9.FA.35. A questo gruppo è assegnato anche il minerale reedmergnerite.
Anche la sistematica dei minerali secondo Dana classifica l'albite nella classe dei "silicati e germanati" e lì nella sottoclasse dei "tettosilicati: reticoli Al-Si". Qui la si può trovar nella "serie Plagioclasio" con il sistema nº 76.01.03 all'interno della sottosezione "Con griglia (semplice) Al-Si".

## Abito cristallino
I cristalli di albite hanno forma di parallelepipedo a sezione quadrata con terminazione pinacoidale.
Sono note varie modificazioni strutturali dall'albite, che si verificano tutte nel sistema cristallino triclino nel gruppo spaziale C1 (gruppo nº 2, posizione 3); i parametri reticolari sono leggermente diversi. Le modificazioni sono causate dalla diversa distribuzione dell'alluminio e del silicio sui diversi siti tetraedrici del reticolo cristallino. I parametri del reticolo sono quattro unità di formula per cella unitaria per
- albite-elevata: a = 8,16 Å; b = 12,88 Å; c = 7,11 Å; α = 93,5°; β = 116,5° e γ = 90,2°
- albite-profonda: a = 8,14 Å; b = 12,79 Å; c = 7,16 Å; α = 94,2°; β = 116,6° e γ = 87,7°

L'albite profonda può essere convertita in albite elevata riscaldandola a oltre 700 °C circa. Un ulteriore riscaldamento dell'albite elevata al di sopra di circa 1050 °C porta a una trasformazione del sistema triclino in una struttura monoclina. Questa modifica è nota anche come monalbite. Tuttavia, poiché gli atomi di sodio sono troppo piccoli, la struttura diventa di nuovo triclina quando viene raffreddata e la monalbite non è quindi un minerale riconosciuto.

## Proprietà chimiche
L'albite si dissolve facilmente in acido fluoridrico (HF), ma solo con difficoltà in acido cloridrico (HCl), acido ossalico (H2C2O4) e acido solforico diluito (H2SO4).

## Modificazione e varietà
Una volta riscaldata, l'albite si trasforma nelle sue varietà monocline ad alta temperatura a partire da 980 °C.
Sono note diverse varietà di albite:
- Nel 1823, Breithaupt descrisse un'albite bianco latte formata da cristalli di placche chiamandola periklino (greco: περίκλινής [periklinis], "che si piega tutt'intorno")[12]
- La cleavelandite è un'albite che si trova in compresse a foglia sottile.
- L'oligoclasio cristallino misto con un contenuto di albite compreso tra il 90 e il 70 % è assegnato come varietà all'albite. È noto soprattutto per la sua sottovarietà Sonnenstein, che è di colore bruno-rossastro e brilla fortemente a causa delle numerose scaglie di ematite incorporate.
- L'antipertite è una varietà di albite simile alla pietra di luna con lamelle di segregazione feldspato di potassio, che è anche conosciuta con i nomi commerciali di pietra di luna albite, pietra di luna canadese o peristerite, quest'ultima essendo screditata come nome superfluo per l'albite iridescente.[13][14]

## Origine e giacitura
L'albite si forma magmaticamente nei graniti, metamorficamente negli ortogneiss e nelle filladi. Oltre ai suoi cristalli misti e ai suoi minerali associati, l'albite può anche presentarsi in paragenesi con molti minerali diversi, tra cui biotite, fluorite, muscovite, quarzo e varie tormaline, nonché minerali minerali come spodumene, ambligonite, cassiterite e tantalite-(Mn).
L'albite può essere trovata anche in rocce effusive p sedimentarie.
Come formazione minerale comune, l'albite può essere trovata in molti siti, dei quali finora (a partire dal 2013) sono noti circa 8000 siti. Oltre alla sua località tipo, la cava "Finnbo" vicino a Falun, il minerale si trovava anche in Svezia ad Älvdalen, Hedemora e sull'Öster Silvberg nel comune di Säter in Dalarna; vicino a Berghamn nelle Ångermanland; nei pressi di Jokkmokk, Kiruna e Storuman in Lapponia; nei pressi di Båraryd e Jönköping nello Småland; a Filipstad nel Värmland e a Lindesberg, Nora e Sala nel Västmanland.
La Contea di Amelia in Virginia e il Distretto di Pala (Contea di San Diego) in California negli Stati Uniti sono noti per gli eccezionali ritrovamenti di albite, dove in cavità pegmatitiche sono stati trovati cristalli di cleavelandite ben sviluppati fino a 15 cm di diametro.
In Germania, il minerale è stato finora trovato principalmente in molte località della Foresta Nera nel Baden-Württemberg; nel Fichtelgebirge, nelle Foreste Sveve-Franconi, nella Foresta bavarese e nella Foresta dell'Alto Palatinato in Baviera; in alcuni luoghi dell'Odenwald dell'Assia; in molte località dell'Harz dalla Bassa Sassonia alla Sassonia-Anhalt; nei pressi di Stolberg, Winterberg e nel Siebengebirge vicino a Bonn e Königswinter nella Renania Settentrionale-Vestfalia; in molte località dell'Eifel (Mendig, Ettringen, Remagen) in Renania-Palatinato; a Petersberg, vicino a Halle, in Sassonia-Anhalt; si trova in molte località dei Monti Metalliferi sassoni e vicino a Ronneburg, Schnellbach (Floh-Seligenthal) e Weitisberga in Turingia.
In Austria, l'albite è stata trovata nell'area di Friesach-Hüttenberg, nei gruppi di Ankogel e Goldberg, nonché nella Koralpe e nella Saualpe in Carinzia; nelle regioni della Bassa Austria di Wachau e Waldviertel; nella Valle di Gastein, nella Valle di Habach, nella Valle di Rauris e nella Valle di Untersulzbach e nel Salisburghese; nelle Alpi di Fischbach, nella Koralpe e nei distretti di Leoben e Weiz in Stiria; nella Valle di Kals, nella Valle dei Tauri e nella Zillertal in Tirolo; nel Mühlviertel in Alta Austria e nel Gruppo del Verwall nel Vorarlberg.
In Svizzera, il minerale è conosciuto principalmente nei cantoni dei Grigioni (Calanda, Domleschg, Engadina, Medeltal), nel Canton Ticino (Valle Leventina, Valle Maggia), nel Canton Uri (Maderanertal, Reusstal), e nel Canton Vallese (Binntal, Oberwald, Val d'Anniviers, Zermatt).
In Italia è stata trovata sull'arco alpino, in particolare Piemonte, Valle d'Aosta e Alto Adige.
Essendo un minerale piuttosto comune, è stato trovato anche in molti altri siti sparsi per il mondo.
L'albite è stata rilevata anche in campioni di minerali provenienti dalla dorsale medio atlantica (campo idrotermale "Logatchev-1", "Markov Depth"), dalla dorsale medio-indiana e dalla dorsale del Pacifico orientale (complesso ultramafico "Hess Depth") e, al di fuori della Terra, sulla Luna (Rima Hadley).

## Forma in cui si presenta in natura
L'albite presenta solitamente il fenomeno della geminazione sotto forma di piccole striature parallele sulla faccia del cristallo. Il periclino, per esempio, è una varietà d'albite presente nelle fessure alpine che forma cristalli prismatici talvolta geminati.

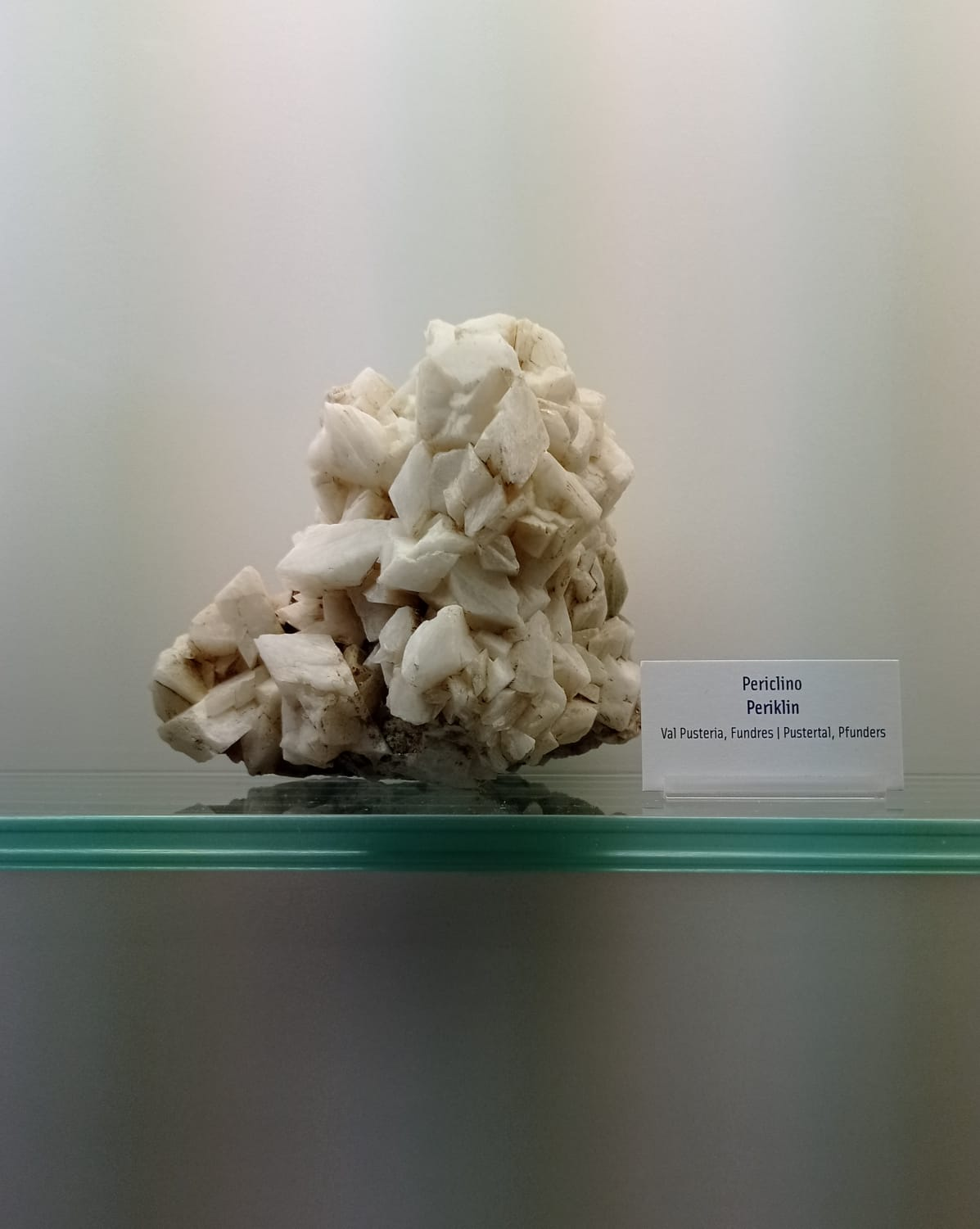
Un campione di periclino esposto al Museo della Val Gardena a Ortisei.

Spesso compare come segregazioni parallele alternate con microclino rosa nella perthite in seguito all'essoluzione in fase di raffreddamento.
L'albite si presenta in cristalli tabulari o equidimensionali, raramente prismatici, ricchi di facce, spesso poligeminati; può essere anche compatta, granulare o in aggregati lamellari. I cristalli che sono tabulari secondo {010}.
I cristalli e i geminati sono di grandi dimensioni, da tabulari a prismatici, per cui i geminati polisintetici sono solitamente riconoscibili dalle loro superfici cristalline striate. Sono noti anche aggregati minerali da granulari a massicci. Nella sua forma pura, l'albite è incolore e trasparente. Tuttavia, a causa della rifrazione multipla della luce dovuta a difetti di costruzione del reticolo o alla formazione policristallina, può anche apparire bianca o assumere colore grigio, giallastro, rossastro, verdastro o bluastro a causa di mescolanze estranee, per cui la trasparenza tende a diminuire di conseguenza. Le superfici in cristallo trasparenti e intatte hanno una brillantezza simile al vetro, mentre le superfici separate brillano come la madreperla.

## Caratteristiche chimico-fisiche
- Fonde con difficoltà[1]
- Insolubile negli acidi[1][3]
- Fluorescenza[2]:
  - Raggi UV corti: blu-rosso ciliegia
  - Raggi UV lunghi: bianco
- Peso molecolare: 263,02 gm[2]
- Pleocroismo: x:y: incolore[2]
- Indice di fermioni: 0,01[2]
- Indice di bosoni: 0,99[2]
- Fotoelettricità: 1,75 barn/elettrone[2]
- Massima birifrangenza: δ: 0.010[4]
- Dispersione: {\displaystyle r<v} debole[4]